# Джонатан Прайс
Джонатан Прайс (валл. Jonathan Pryce, нар. 1 червня 1947, Голівелл, Уельс) — валлійський актор театру і кіно, режисер. Зіграв більш ніж у сімдесяти фільмах, в тому числі головну роль у фільмі-антиутопії «Бразилія».

## Життєпис
Джонатан Прайс народився в містечку Голлівелл на півночі Уельсу. Мати — Маргарет Еллен (народжена Вільямс), батько — Ісаак Прайс, колишній шахтар, що керував невеликою продуктовою крамницею зі своєю дружиною. У нього є дві старші сестри В 20 років вступив до одного з найпрестижніших у Великій Британії драматичних навчальних закладів — лондонську Королівську академію драматичного мистецтва (RADA).
Пропрацювавши декілька років в Ліверпулі в якості актора і режисера, Прайс приєднався до Ноттінгемського драматичного театру, в якому грав в спектаклях «Приборкання норовливої» (1973 рік), «Три сестри» (1973), «Кавказьке крейдяне коло» (1974) та інших.
У 1976 році відбувся його бродвейський дебют у виставі «Комедіанти», що приніс йому першу премію «Тоні».
З 1979 року Джонатан Прайс починає працювати в «Королівській шекспірівській трупі» (RSC), якою на той час керував Тревор Нанн. У складі RSC Прайс виконав ролі Петруччіо («Приборкування норовливої»), Октавія («Антоній і Клеопатра»), Анжело («Міра за міру»). У 1980 році актор отримав премію Лоуренса Олів'є за виконання ролі Гамлета — його навіть оголосили одним з кращих Гамлетів його покоління, а в 1986 він зіграв головну роль у трагедії «Макбет». Крім Шекспіра, був ще і Чехів — Астров («Дядя Ваня») і Тригорін («Чайка»).
Згодом грав з такими акторами, як Аль Пачіно, Роберт Де Ніро.
У 2015 зіграв Горобця у «Грі Престолів».

### Особисте життя
У 1972 році Прайс познайомився з актрисою Кейт Фахі, з якою довгий час прожив у цивільному шлюбі, в якому у них народилося троє дітей: Патрік (нар. у 1983), Гебріел (нар. в 1986) і Фібі (нар. у 1990). У 2015 році пара офіційно одружилася.

## Фільмографія

### Кіно
| Рік                                       | Назва українською                                 | Оригінальна назва                                      | Роль                            | Примітки            |
| ----------------------------------------- | ------------------------------------------------- | ------------------------------------------------------ | ------------------------------- | ------------------- |
| 1976                                      | Подорож знедолених                                | Voyage of the Damned                                   | Джозеф Манассе                  |                     |
| 1980                                      | Бите скло                                         | Breaking Glass                                         | Кен                             |                     |
| 1981                                      | Лазівка                                           | Loophole                                               | Тейлор                          |                     |
| 1983                                      | Саме так зло і приходить                          | Something Wicked this Way Comes                        | Містер Дарк                     |                     |
| 1983                                      | Обід орача                                        | The Ploughman's Lunch                                  | Джеймс Пенфилд                  |                     |
| 1985                                      | Бразилія                                          | Brazil                                                 | Сем Лаурі                       |                     |
| 1985                                      | Доктор і дияволи                                  | The Doctor and the Devils                              | Роберт Феллон                   |                     |
| 1986                                      | Медовий місяць з привидами                        | Haunted Honeymoon                                      | Чарльз                          |                     |
| 1986                                      | Джек-стрибунець                                   | Jumpin 'Jack Flash' '                                  | Джек                            |                     |
| 1987                                      | Смерть охоронця                                   | Man on Fire                                            | Майкл                           |                     |
| 1988                                      | Пожираючи пристрасті                              | Consuming Passions                                     | Містер Ферріс                   |                     |
| 1988                                      | Пригоди барона Мюнхгаузена                        | The Adventures of Baron Munchausen                     | Гораціо Джексон                 |                     |
| 1989                                      | Досьє на Рейчел                                   | The Rachel Papers                                      | Норман                          |                     |
| 1992                                      | Спеціальний агент Фредді                          | Freddie as F.R.O.7.                                    | Трілбі                          | мультфільм; озвучка |
| 1992                                      | Американці                                        | Glengarry Glen Ross                                    | Джеймс Лінг                     |                     |
| 1993                                      | Епоха невинності                                  | The Age of Innocence                                   | Рів'єр                          |                     |
| 1994                                      | Діловий роман                                     | A Business Affair                                      | Алек Болтон                     |                     |
| 1994                                      | Смертельний рада                                  | Deadly Advice                                          | Доктор Тед Філіпс               |                     |
| 1994                                      | Великі моменти авіації                            | Great Moments in Aviation                              | Данкан Стюарт                   |                     |
| 1994                                      | Шопінг                                            | Shopping                                               | Конуей                          |                     |
| 1994                                      | Троль в Центральному парку                        | A Troll In Central Park                                | Алан                            | Мультфільм; озвучка |
| 1995                                      | Каррінгтон                                        | Carrington                                             | Літтон Стрейчі                  |                     |
| 1996                                      | Евіта                                             | Evita                                                  | Хуан Перон                      |                     |
| 1997                                      | Відродження                                       | Regeneration                                           | Капітан Вільям Ріверс           |                     |
| 1997                                      | Завтра не помре ніколи                            | Tomorrow Never Dies                                    | Елліот Карвер                   |                     |
| 1998                                      | Ронін                                             | Ronin                                                  | Шімас О'Рурк                    |                     |
| 1999                                      | Обман                                             | Il gioco                                               | Марко                           |                     |
| 1999                                      | Стигмати                                          | Stigmata                                               | Кардинал Деніел Хаусман         |                     |
| 2000                                      | Клуб самогубців                                   | The Suicide Club                                       | Борн                            |                     |
| 2000                                      | Талиесин Джонс                                    | The Testimony of Taliesin Jones                        | Батько Тала                     |                     |
| 2001                                      | Справжня Анна-Марі                                | Very Annie Mary                                        | Джек П'ю                        |                     |
| 2001                                      | Наречена вітру                                    | Bride of the Wind                                      | Густав Малер                    |                     |
| 2001                                      | Історія з намистом                                | The Affair of the Necklace                             | Кардинал де Роган               |                     |
| 2002                                      | Хто вбив Віктора Фокса?                           | Unconditional Love                                     | Віктор Фокс                     |                     |
| 2002                                      | Mad Dogs                                          | Вища істота                                            |                                 |                     |
| 2003                                      | Чого хоче дівчина                                 | What a Girl Wants                                      | Алістер Пейн                    |                     |
| 2003                                      | Пірати Карибського моря: Прокляття Чорної перлини | Pirates of the Caribbean: The Curse of the Black Pearl | Губернатор Уезербі Суонн        |                     |
| 2004                                      | Улюбленець                                        | De-Lovely                                              | Гейб                            |                     |
| 2005                                      | Брати Грімм                                       | The Brothers Grimm                                     | Генерал Делатомб                |                     |
| 2005                                      | Брати Рок-н-Ролл                                  | Brothers of the Head                                   | Генрі Кулинг                    |                     |
| 2005                                      | Новий Світ                                        | The New World                                          | король Англії Яків I            |                     |
| 2006                                      | Ренесанс                                          | Renaissance                                            | Пол Делленбах                   | Мультфільм; озвучка |
| 2006                                      | Пірати Карибського моря: Скриня мерця             | Pirates of the Caribbean: Dead Man's Chest             | Губернатор Уезербі Суонн        |                     |
| 2007                                      | Зірки під Місяцем                                 | The Moon and the Stars                                 | Джеймс Клейвел / Скарпіа        |                     |
| 2007                                      | Пірати Карибського моря: На краю світу            | Pirates of the Caribbean: At World's End               | Губернатор Уезербі Суонн        |                     |
| 2008                                      | Кохання поза правилами                            | Leatherheads                                           | Сі Сі Фрейзер                   |                     |
| 2008                                      | Казки на ніч                                      | Bedtime Stories                                        | Марті Бронсон                   |                     |
| 2009                                      | Подарунок                                         | Echelon Conspiracy                                     | Мюллер                          |                     |
| 2009                                      | Джі Ай Джо: Атака Кобри                           | G.I. Joe: The Rise of Cobra                            | Президент США                   |                     |
| 2011                                      | Без істерики!                                     | Hysteria                                               | Доктор Роберт Далрімпл          |                     |
| 2011                                      | Міський штат                                      | Borgríki                                               | Джиммі                          |                     |
| 2012                                      | Погана кров                                       | Dark Blood                                             | Гаррі Флетчер                   |                     |
| 2013                                      | G.I. Joe: Атака Кобри 2                           | G.I. Joe: Retaliation                                  | Президент США                   |                     |
| 2014                                      | Послухай, Філіп                                   | Listen Up Philip                                       | Айк Зіммерман                   |                     |
| 2014                                      | Порятунок                                         | The Salvation                                          | Майор Нейтан Кін                |                     |
| 2015                                      | Жінка в золоті                                    | Woman in Gold                                          | Голова Верховного суду Ренквіст |                     |
| 2015                                      | З іншого тіста                                    | Dough                                                  | Нет Дайан                       |                     |
| 2015                                      | Наркополіс                                        | Narcopolis                                             | Юрій Сидоров                    |                     |
| 2016                                      |                                                   |                                                        |                                 |                     |
| The Complete Walk: The Merchant of Venice | Шейлок                                            | короткометражний фільм                                 |                                 |                     |
| Білий король                              | The White King                                    | Полковник Фітс                                         |                                 |                     |
| One Last Dance                            | Джон                                              | Короткометражний фільм                                 |                                 |                     |
| Венеціанський купець                      | The Merchant of Venice                            | Шейлок                                                 |                                 |                     |
| Міс Сайгон: 25-а річниця                  | Miss Saigon: 25th Anniversary                     | інженер                                                |                                 |                     |
| 2017                                      | Цілитель                                          | The Healer                                             | Реймонд Хікок                   |                     |
| 2017                                      | Привид і кит                                      | The Ghost and The Whale                                | кит                             |                     |
| 2017                                      | Дружина                                           | The Wife                                               | Джо Каслман                     |                     |
| 2017                                      | Людина, яка винайшлав Різдво                      | The Man Who Invented Christmas                         | Джон Діккенс                    |                     |
| 2018                                      | Чоловік, який вбив Дон Кіхота                     | The Man Who Killed Don Quixote                         | Дон Кіхот                       |                     |
| 2019                                      | Два Папи                                          | The Two Popes                                          | кардинал Хорхе Маріо Бергольо   |                     |
| 2022                                      | Усі старі ножі                                    | All the Old Knives                                     | Біл                             |                     |
| 2023                                      | Одне життя                                        | One Life                                               | Мартін Блейк                    |                     |

### Телебачення
| Рік                               | Назва російською                               | Оригінальна назва                               | Роль                       | Примітки                                                   |
| --------------------------------- | ---------------------------------------------- | ----------------------------------------------- | -------------------------- | ---------------------------------------------------------- |
| 1972                              | Смерть по годинах                              | Doomwatch                                       | Констебль поліції          | Епізод: Fire and Brimstone                                 |
| 1975                              | —                                              | 2nd House                                       | Продавець квитків          | Епізод: With Gun and Camera                                |
| 1975                              | —                                              | Daft As a Brush                                 | Дональд                    | телефільм                                                  |
| 1975-1979                         | П'єса дня                                      | Play for Today                                  | Продавець квитків / Томмі  | телесеріал; 2 епізоди                                      |
| 1976                              | Театр BBC2                                     | BBC2 Playhouse                                  | тамада                     | Епізод: Play Things                                        |
| 1976                              | —                                              | Bill Brand                                      | Джеймі Фінн                | міні-серіал; епізод: It Is the People Who Create           |
| 1977                              | —                                              | The Sound of Laughter                           | Містер Амброуз             | Епізод: After the Boom Was Over                            |
| 1977                              | —                                              | The Sound of Laughter                           | Дейв Фінн                  | телефільм                                                  |
| 1977                              | —                                              | Chalk and Cheese                                | Дейв Фінн                  | Епізод: Pilot                                              |
| 1978                              | BBC2: П'єса тижні                              | BBC2 Play of the Week                           | Ніколас                    | Епізод: For Tea on Sunday                                  |
| 1980                              | День, коли помер Христос                       | The Day Christ Died                             | Ірод                       | телефільм                                                  |
| 1981                              | Казкар                                         | Timon of Athens                                 | Тімон                      | телефільм                                                  |
| 1981                              | —                                              | The Caretaker                                   | Мік                        | телефільм                                                  |
| 1981                              | —                                              | Roger Does not Live Here Anymore                | Роджер Флауер              | Телесеріал; основна роль                                   |
| 1981                              | —                                              | Theatre Box                                     | Дріппенс                   | Епізод: School for Clowns                                  |
| 1982                              | Простота вбивства                              | Murder Is Easy                                  | Містер Еллсуорт            | телефільм                                                  |
| 1982                              | Богомол                                        | Praying Mantis                                  | Крістіан Маньї             | телефільм                                                  |
| 1982                              | —                                              | Panorama                                        | Павлак                     | Епізод: Two Weeks in Winter: How the Army Took Over Poland |
| 1983                              | Мартін Лютер, єретик                           | Martin Luther, Heretic                          | Лютер                      | телефільм                                                  |
| тисячу дев'ятсот вісімдесят вісім | —                                              | Tickets for the Titanic                         | Преподобний Річард Хопкінс | Епізод: Everyone a Winner                                  |
| тисячу дев'ятсот вісімдесят вісім | Казкар                                         | The Storyteller                                 | король                     | Епізод: The Three Ravens                                   |
| 1990                              | Другий екран                                   | Screen Two                                      | Вільям Уоллас              | Епізод: The Man from the Pru                               |
| 1990                              | Час з Джимом Хенсоном                          | The Jim Henson Hour                             | король                     | Епізод: Food                                               |
| 1991                              | —                                              | Selling Hitler                                  | Герд Хайдеман              | Міні-серіал; основна роль                                  |
| 1992                              | —                                              | A Child's Garden of Verses                      | Оповідач / батько          | Телевізійний мультфільм; озвучка                           |
| +1993                             | Діви містера Ро                                | Mr. Wroe's Virgins                              | Джон Ро                    | Міні-серіал; основна роль                                  |
| +1993                             | Варвари біля воріт                             | Barbarians at the Gate                          | Генрі Кравіс               | телефільм                                                  |
| +1993                             | —                                              | Thicker Than Water                              | Сем                        | телефільм                                                  |
| 1997                              | Цар Давид: Ідеальний володар                   | David                                           | Цар Саул                   | Міні-серіал; основна роль                                  |
| 1997                              | —                                              | Into the Unknown                                | оповідач                   | телесеріал                                                 |
| 1999                              | Доктор Хто і прокляття смертельної смерті      | Doctor Who and the Curse of Fatal Death         | Майстер                    | телефільм                                                  |
| 2001                              | Вікторія і Альберт                             | Victoria & Albert                               | король Бельгії Леопольд I  | телесеріал                                                 |
| 2002                              | Чарівний світ Дісней                           | The Wonderful World of Disney                   | швець                      | Епізод: Confessions of an Ugly Stepsister                  |
| 2007                              | —                                              | HR                                              | Пітер                      | телефільм                                                  |
| 2007                              | Шерлок Холмс і замурзані сищики з Бейкер-стріт | Sherlock Holmes and the Baker Street Irregulars | Шерлок Холмс               | телефільм                                                  |
| 2008                              | Цинковая ліжко                                 | My Zinc Bed                                     | Віктор Куїнн               | телефільм                                                  |
| 2008                              | —                                              | Battlecast Primetime                            | гість                      | Епізод: Live from London                                   |
| 2008                              | Клон                                           | Clone                                           | Доктор Віктор Бленкінсоп   | Телесеріал; основна роль                                   |
| 2009                              | Кренфорд                                       | Cranford                                        | Містер Бакстон             | Телесеріал; 2 епізоду                                      |
| 2014                              | Під покровом молочного лісу                    | Under Milk Wood                                 | Містер П'ю                 | телефільм                                                  |
| 2015                              | Вовчий зал                                     | Wolf Hall                                       | Кардинал Уолси             | Міні-серіал; 4 епізоду                                     |
| 2015 — 2016                       | Гра престолів                                  | Game of Thrones                                 | Верховний Горобець         | Телесеріал; 12 епізодів                                    |
| 2016                              | Що увійшли незримо: Сестри Бронте              | Walk Invisible: The Brontë Sisters              | Патрік Бронте              | телефільм                                                  |
| 2017                              | Табу                                           | Taboo                                           | Сер Стюарт Стрендж         | Телесеріал; основна роль                                   |
| 2018                              | —                                              | To Provide All People                           | Нейрохірург на пенсії      | телефільм                                                  |
| 2020                              | Оповідки з кільця                              | Tales from the Loop                             | Расс                       |                                                            |
| 2022                              | Повільні коні                                  | Slow Horses                                     | Давид                      |                                                            |
| 2022                              | Корона                                         | The Crown                                       | Філіп, герцог Единбурзький |                                                            |